# Attilio Benfatto
Attilio Benfatto (Caselle de' Ruffi, 11 marzo 1943 – Mirano, 5 aprile 2017) è stato un ciclista su strada e pistard italiano.
Professionista dal 1966 al 1977, conta due vittorie di tappa al Giro d'Italia.

## Carriera
Benfatto esordì dedicandosi sia alla strada che alla pista con i colori della Società Ciclisti Padovani: ottenne buoni risultati a livello nazionale, diventando anche campione italiano nell'inseguimento a squadre. Ottenne più convocazioni a livello dilettantistico, ma nel settembre 1966 riuscì ad avere un contratto professionistico dalla squadra Salamini-Luxor TV, nell'attesa dell'arrivo di Vittorio Adorni.
Il 1967 fu un anno di apprendistato, al quale seguì un 1968 ricco di risultati, soprattutto al Giro d'Italia; le sue qualità lo fecero notare allo stesso Adorni, che lo inserì nella Scic. In quel Giro si attestò al venticinquesimo posto, dopo essersi piazzato secondo a Brescia, terzo a San Pellegrino e primo nella tappa finale di Milano.
Il 1970 lo vide partecipare anche al Tour de France, dove si piazzò sessantesimo, oltre che al Giro d'Italia (cinquantasettesimo). Nel 1971 decise di ritornare al ciclismo su pista, per dedicarsi al mezzofondo; nel 1972 ritornò alla vittoria al Giro d'Italia, aggiudicandosi la tappa di Reggio Calabria. Nel mezzofondo ottenne grandi risultati sia a livello nazionale sia mondiale: nel 1974 vinse la medaglia di bronzo iridata a Montréal.
Lasciato il ciclismo su strada, continuò a correre su pista, senza ottenere tuttavia buoni risultati; oltre a ciò, rimediò un infortunio che lo convinse ad abbandonare la carriera di ciclista. È quindi stato un tecnico e dirigente a livello giovanile per l'Unione Ciclistica Mirano.

## Palmarès

### Strada
- 1964 (Dilettanti)

Coppa Regole Spinale e Manez
- 1966 (Dilettanti)

5ª tappa Giro del Piemonte dilettanti (Asti > Canale, cronometro)
4ª tappa Tour de l'Avenir
- 1969

23ª tappa Giro d'Italia (Folgarida > Milano)
- 1972

8ª tappa Giro d'Italia (Catanzaro > Reggio Calabria)

### Pista
- 1972

Campionati italiani, Mezzofondo
- 1973

Campionati italiani, Mezzofondo
- 1974

Campionati italiani, Mezzofondo
- 1975

Campionati italiani, Mezzofondo

## Piazzamenti

### Grandi Giri
- Giro d'Italia

1967: ritirato
1968: 38º
1969: 25º
1970: 57º
1971: 63º
1972: 55º
1973: ritirato (19ª tappa)
1974: 90º
- Tour de France

1970: 60º
1971: fuori tempo (11ª tappa)

### Classiche
- Milano-Sanremo

1967: 60º
1968: 55º
1969: 103º
1970: 92º
1971: 41º
1972: 28º
1973: 62º
1974: 123º
Giro delle Fiandre
1972: 70º
Parigi-Roubaix
1971: 35º
Liegi-Bastogne-Liegi
1971: 10º
Giro di Lombardia
1966: 28º

### Competizioni mondiali
- Campionati del mondo su pista

Parigi 1964 - Inseguimento a squadre: 2º
San Sebastián 1973 - Mezzofondo: 5º
Montréal 1974 - Mezzofondo: 3º
Rocourt 1975 - Mezzofondo: 6º
Monteroni di Lecce 1976 - Mezzofondo: 4º
- Campionati del mondo su strada

Nürburgring 1966 - Cronosquadre: 3º